# Fayṣal bin Fahd Āl Saʿūd
Fayṣal bin Fahd Āl Saʿūd (in arabo فيصل بن فهد بن عبد العزيز آل سعود‎?; Riad, 1945 – Riad, 21 agosto 1999) è stato un principe, politico e dirigente sportivo saudita, membro della famiglia reale Āl Saʿūd.

## Primi anni di vita e formazione
Faysal bin Fahd è nato a Riad nel 1945 ed era il figlio maggiore di re Fahd. La madre, Al Anoud bint Abd al-Aziz bin Musaid, apparteneva al ramo bin Jiluwi degli Al Sa'ud. I matrimoni degli appartenenti di questo ramo cadetto con i membri del ramo principale della dinastia sono stati numerosi. Era inoltre la sorella minore di una delle mogli del principe Sultan. La madre è morta di insufficienza renale a Santa Barbara nel marzo 1999 all'età di 76 anni, dopo un lungo periodo di ricovero a Los Angeles. I suoi fratelli germani erano Sa'ud, Khalid e Sultan.
Il principe ha studiato scienze politiche ed economia all'Università della California a Santa Barbara, laureandosi nel 1971.

## Carriera
Il primo impiego del principe Faysal è stato di presidente della federazione di scherma saudita. Nel 1971, è stato eletto presidente della Federazione calcistica dell'Arabia Saudita e nel 1974 presidente dell'Unione delle Associazioni calcistiche arabe. Nel luglio del 1975, è diventato presidente dell'ente di assistenza giovanile e promosso al rango ministeriale nel 1977. Nel 1975 è stato nominato presidente del Comitato Olimpico dell'Arabia Saudita e, l'anno dopo, della federazione dei giochi arabi. Dal 1977 è stato direttore generale del ministero della pianificazione. Dopo il 1977, ha ricoperto la carica di ministro di Stato ed emissario privato in Iraq. A differenza dei suoi fratelli non era a capo di attività imprenditoriali di rilievo.
Nel 1981, ha presieduto la federazione sportiva per la solidarietà islamica, e nel 1982, la commissione internazionale per la conservazione del patrimonio della civiltà islamica. Dal 1979 alla sua morte ha guidato il comitato supremo del regno per il merito nel premio letterario. Dal 1973 è stato presidente della società saudita per gli ostelli della gioventù. Più tardi, nel 1984, divenne membro del Comitato olimpico internazionale. Dal 1984 è stato anche presidente del sindacato arabo del calcio e capo del Comitato nazionale per il controllo dei farmaci. Dall'8 maggio 1985 fino alla morte è stato presidente della Federazione dei Giochi della solidarietà islamica. Ha servito a livello internazionale come presidente dell'associazione internazionale del nuoto. Nel 1992, è diventato presidente della federazione saudita dello sport per i disabili.

## Vita personale
Era sposato con Munira bint Sultan, morta nel giugno 2011 a 59 anni. Ella era figlia del principe Sultan. Dal loro matrimonio sono nati due figli e quattro figlie.

## Morte e funerale
Faysal bin Fahd è morto per un attacco di cuore all'Ospedale Specialistico Re Faysal di Riad il 21 agosto 1999, poco dopo il ritorno dai IX Giochi panarabi che si stavano tenendo in Giordania. Era stato ricoverato in ospedale per problemi di cuore il giorno prima del decesso. Il padre, re Fahd, non ha potuto tornare in Arabia Saudita per partecipare alle esequie a causa delle sue condizioni di salute che non gli permettevano di fare un viaggio dalla sua residenza di Marbella. Il 22 agosto 1999, nella capitale si sono tenute le preghiere funebri con la partecipazione dell'allora principe ereditario Abd Allah, dei principi Sultan e Nayef e di centinaia di sauditi. Erano presenti anche l'allora principe ereditario della Giordania Hamzah bin Hussein, l'ex primo ministro libanese Rafīq al-Ḥarīrī, il primo ministro del Bahrein Khalifa bin Salman Al Khalifa e il principe ereditario dello stesso stato Salman bin Hamad Al Khalifa. La salma è stata poi sepolta nel cimitero al-'Ud della capitale.